# Vigil in a Wilderness of Mirrors
Vigil in a Wilderness of Mirrors (на български: Бдение в необятността на отраженията) е първият солов студиен албум на британския певец и автор на песни Фиш след напускането му на прогресив рок групата Мерилиън. Албумът излиза в началото на 1990 г. Четири от песните са пуснати като сингли: State of Mind, "Big Wedge", "A Gentleman's Excuse Me" и "The Company".
Това е единствената плоча на Фиш издадена от EMI. Това е и албумът му с най-голям комерсиален успех достигайки №5 в класациите на Великобритания. Добива статус на „Сребърен албум“ за Обединеното кралство продавайки се в над 60 000 копия.

## Списък на песните
1. "Vigil" – 8:43
2. "Big Wedge" – 5:19
3. State of Mind – 4:42
4. "The Company" – 4:04
5. "A Gentleman's Excuse Me" – 4:15
6. "The Voyeur (I Like To Watch)" – 4:42 (Not on LP)
7. "Family Business" – 5:14
8. "View From The Hill" – 6:38
9. "Cliché" – 7:01

## Музиканти
- Дерек Уилям Дик – Фиш – вокали
- Франк Ушър – китари
- Мики Симъндс – пиано
- Джон Гиблин -бас
- Марк Брзежицки – барабани
- Хал Линдъс – китари (1,2,3,4,5,7)
- Яник Гърс – китари (8)
- Davy Spillane – гайда (1)
- Фил Кънингам – дудук (1,4 и 11); акордеон (4 и 11)
- Али Бейн – Виолина (4 и 11)
- Джон Кийбли – барабани (3)
- Луис Джардим – перкусии (2,3,4 и 9)
- Керъл Кениън – беквокал (2,3,7 и 9)
- Теса Найлс – беквокал (2,7 и 9)